# St Ola
St Ola è una parrocchia di Mainland, sulle isole Orcadi. Si trova nel centro dell'isola, ad est della parrocchia di Firth e a nord di Holm. Comprende la capitale e maggiore città dell'arcipelago delle Orcadi, Kirkwall. Sia Kirkwall (in norreno: kirkjuvagr, "baia della chiesa") e St Ola potrebbero aver preso il nome dalla chiesa di Sant'Olaf, costruita intorno al 1035 sulla riva settentrionale del Papdale Burn.
Highland Park, la distilleria di Scotch whisky più settentrionale, si trova alla periferia di Kirkwall.
Diverse navi della North of Scotland, Orkney & Shetland Steam Navigation Company (in seguito divenuta P&O Scottish Ferries) furono chiamate St Ola.

## Storia
La località è stata fondata per commemorare la morte del padre, dal conte Rognvald Brusison.